# (1816) Либерия
(1816) Либерия (англ. Liberia) — типичный астероид главного пояса, который был открыт 29 января 1936 года южноафриканским астрономом Сирилом Джексоном в обсерватории Йоханнесбурга и был назван в честь государства на западном побережье Африки — Либерии.

Орбита астероида Либерия и его положение в Солнечной системе
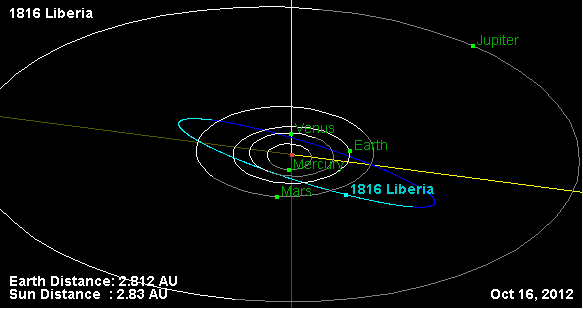
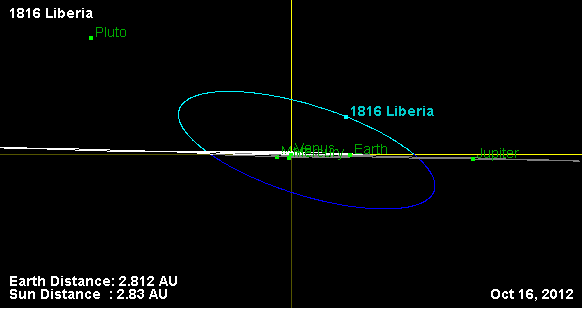